# سلیمان آسانته
سلیمان آسانته (انگلیسی: Solomon Asante؛ زادهٔ ۶ مارس ۱۹۹۰) بازیکن فوتبال اهل غنا است.
از باشگاه‌هایی که در آن بازی کرده است می‌توان به باشگاه فوتبال فینیکس رایزینگ و باشگاه فوتبال تی‌پی مازمبه اشاره کرد.
وی همچنین در تیم‌های ملی فوتبال بورکینافاسو و غنا بازی کرده است.